# 勒德什
勒德什（法語：Ledeuix，亦作，法語發音：[lədøʃ] 或 [ledøʃ]）是法国大西洋比利牛斯省的一个市镇，属于奥洛龙-圣玛丽区。

## 地理
勒德什（43°12'58"N, 0°37'14"W）面积13.52 平方千米，位于法国新阿基坦大区大西洋比利牛斯省，该省份为法国东南部省份，涵盖了贝阿恩与北巴斯克，西临大西洋比斯開灣，北至朗德省，东北接热尔省，东临上比利牛斯省，南与西班牙接壤。
与勒德什接壤的市镇（或旧市镇、城区）包括：卡尔代斯、埃斯托斯、吕克德贝阿恩、穆穆尔、奥洛龙-圣玛丽、韦尔代茨。
勒德什的时区为UTC+01:00、UTC+02:00（夏令时）。

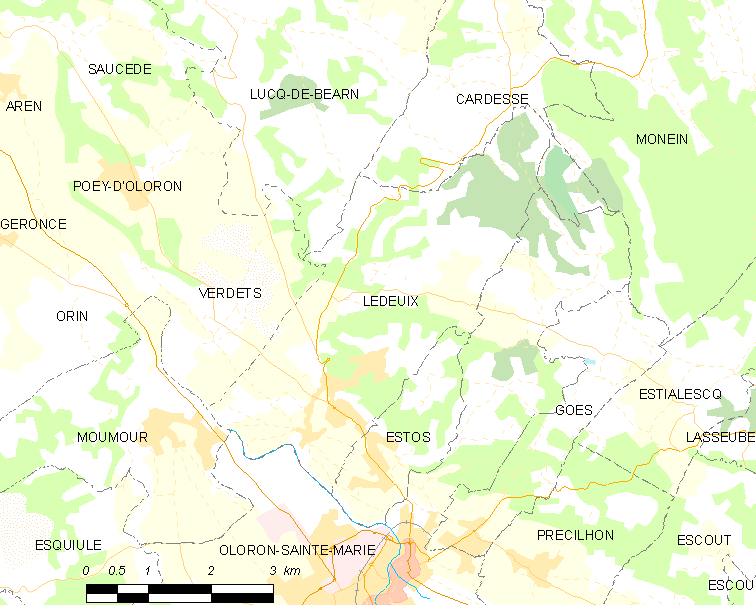
勒德什的OSM定位图

## 行政
勒德什的邮政编码为64400，INSEE市镇编码为64328。

## 政治
勒德什所属的省级选区为奥洛龙-圣玛丽第二县。

## 人口

1962-2008年间勒德什人口变化图示

勒德什于2022年1月1日时的人口数量为1028人。